# 安妮公主鎮
安妮公主鎮是美國馬里蘭州薩默塞特縣縣治。 根據2010年人口普查，本城共有人口3,290 人。

## 地理
安妮公主鎮的座標為38°12′16″N 75°41′42″W / 38.20444°N 75.69500°W（38.204439, -75.695024）。根據2000年人口普查，本城面積為1.69平方英里（4.38平方），其中1.67平方英里（4.33平方）為陸地，0.02平方英里（0.05平方）為水域。